# Oxypetalum subcapitatum
Oxypetalum subcapitatum är en oleanderväxtart som beskrevs av Gustaf Oskar Andersson Malme. Oxypetalum subcapitatum ingår i släktet Oxypetalum och familjen oleanderväxter. Inga underarter finns listade i Catalogue of Life.